# Yuliya Efimova
Pour les articles homonymes, voir Efimova.
Yuliya Efimova (en russe : Юлия Андреевна Ефимова et en français : Ioulia Andreïevna Iefimova), née le 3 avril 1992 à Grozny en Russie (Tchétchénie), est une nageuse russe, spécialiste de la brasse.

## Biographie
Efimova vit à Taganrog et s'y entraîne dans le Volgodonsk Swim Club sous la direction d'Irina Vyatchanina. Elle est considérée comme un grand espoir de la natation russe en brasse.
Elle a fait ses premiers pas sur la scène internationale aux championnats d'Europe en petit bassin en 2007 à Debrecen, où elle s'adjuge toutes les distances en brasse. Sur 100 m et 200 m, elle bat le record d'Europe en petit bassin, devenant la première femme sous les 1 min 5 s.
Quelques mois plus tard, aux championnats d'Europe de natation de 2008 à Eindhoven, elle triomphe sur 200 m brasse et devient vice-championne d'Europe sur 50 m brasse. Elle déçoit par contre sur 100 m brasse en manquant la qualification pour la finale.
En avril 2008, aux championnats du monde en petit bassin à Manchester, elle remporte la médaille de bronze sur 200 m brasse derrière la Sud-Africaine Suzaan van Biljon et l'Australienne Sally Foster.
Aux Jeux olympiques d'été de 2008, elle termine au pied du podium du 100 m brasse, échouant à 9 centièmes de Mirna Jukić, et 5e sur 200 m brasse.
Yuliya Efimova connaît sa première consécration au niveau mondial, aux Championnats du monde 2009 organisés à Rome, en remportant l'or sur 50 m brasse, devant Rebecca Soni, en établissant un nouveau record du monde en 30 s 09, battu quelques jours plus tard par Jessica Hardy en 29 s 80. Dans un nouveau duel face à Rebecca Soni sur 100 m brasse, elle devra se contenter de la médaille d'argent.
Aux Championnats du monde 2011 à Shanghai, elle prendra deux nouvelles médailles d'argent sur 50 m et 200 m brasse.
Lors des Jeux olympiques de 2012 à Londres, après une décevante 7e place sur 100 m brasse, le 2 août, elle va décrocher sa première médaille olympique, en prenant le bronze sur 200 m brasse derrière Rebecca Soni et Satomi Suzuki.
En 2013, aux Championnats du monde organisés à Barcelone, Efimova établit un nouveau record national sur 100 m brasse en 1 min 5 s 02, mais ne prend que la médaille d'argent, derrière la Lituanienne Rūta Meilutytė, seulement âgée de 16 ans.
 Sur 200 m brasse, en demi-finale elle établit également un nouveau record national en 2 min 19 s 85. La Danoise Rikke Møller Pedersen venant de battre dans l'autre demi-finale, le record du monde de la distance en 2 min 19 s 11. Le lendemain, en finale, la Danoise ne parvient pas à réitérer la même performance, alors qu'Efimova établit un nouveau record de Russie en 2 min 19 s 41 et remporte la médaille d'or.
Sur 50 m brasse, lors des séries du matin, elle réalise un nouveau record du monde en 29 s 78 battant le record détenu par l'Américaine Jessica Hardy en 29 s 80. En demi-finale, elle voit Rūta Meilutytė battre ce record de trois dixièmes pour porter le meilleur temps à 29 s 48. En finale elle s'impose en 29 s 52 et devient la première femme à réaliser le doublé 50/200 m brasse. Elle remporte le 3e titre mondial de sa carrière.
Sa moisson de médailles n'est pas terminée, car une heure plus tard, elle fait partie du relais 4 × 100 mètres 4 nages. Au terme de son relais elle permet à son équipe d'occuper la 2e place, finalement l'équipe de Russie prend la médaille de bronze. Efimova quitte donc Barcelone avec quatre médailles, deux en or sur 50 et 200 m brasse, une en argent sur le 100 m brasse puis une en bronze au sein du relais 4 × 100 mètres 4 nages.
Le 10 novembre 2013, lors d'une épreuve de Coupe du monde à Tokyo, Efimova bat le record du monde en petit bassin sur 50 m brasse, avec un temps de 28 s 71. En décembre, aux Championnats d'Europe en petit bassin, elle remporte quatre médailles d'or, dont une sur 200 m brasse, où elle établit un nouveau record du monde avec un temps de 2 min 14 s 39. 
Le 17 janvier 2014, le journal russe Vedomosti annonce que Yuliya Efimova, a été contrôlée positive à la DHEA, un stéroïde. Le test a été réalisé en octobre 2013. Elle a avoué avoir pris des compléments alimentaires. Le 24 janvier, la FINA révèle que la nageuse est suspendue à titre provisoire à compter du 21 janvier. La Fédération internationale de natation la suspend 16 mois à partir du 31 octobre 2013, ce qui fait que Efimova perd les deux records du monde ainsi que les 5 médailles européennes obtenues entre ce contrôle et la suspension.
En mars 2016, un contrôle positif d'Efimova au meldonium est annoncé. Ce produit est considéré comme dopant depuis le 1er janvier 2016 mais autorisé auparavant. Elle n'est pas sanctionnée car les traces trouvées en 2016 pourraient être issues d'une prise de ce produit en 2015 lorsqu'il était autorisé.
Le 8 août 2016, elle devient vice championne olympique sur 100 m brasse lors des JO de Rio.
Quatre jours plus tard elle décroche la médaille d'argent au 200 m brasse lors de cette même compétition.
Lors des Championnats d'Europe de natation 2018, elle rafle la médaille d'or sur le 100 m brasse devant Rūta Meilutytė et Arianna Castiglioni.

## Palmarès

### Jeux olympiques
- Jeux olympiques de 2008 à Pékin (Chine) :
  - 4e sur 100 m brasse.
  - 5e sur 200 m brasse.
  - 5e sur 4 × 100 m 4 nages.
- Jeux olympiques de 2012 à Londres (Royaume-Uni) :
  -  Médaille de Bronze sur 200 m brasse.
  - 4e sur 4 × 100 m 4 nages.
- Jeux olympiques de 2016 à Rio de Janeiro (Brésil) :
  -  Médaille d'argent sur 100 m brasse.
  -  Médaille d'argent sur 200 m brasse.
- Jeux olympiques de 2020 à Tokyo (Japon) :
  - 5e sur 100 m brasse.

### Championnats du monde
Grand bassin
- Championnats du monde 2009 à Rome (Italie) :
  -  Médaille d'or du 50 m brasse.
  -  Médaille d'argent du 100 m brasse.

- Championnats du monde 2011 à Shanghai (Chine) :
  -  Médaille d'argent du 50 m brasse.
  -  Médaille d'argent du 200 m brasse.

- Championnats du monde 2013 à Barcelone (Espagne) :
  -  Médaille d'or du 50 m brasse.
  -  Médaille d'or du 200 m brasse.
  -  Médaille d'argent du 100 m brasse.
  -  Médaille de bronze en relais 4 × 100 m quatre nages.

- Championnats du monde 2015 à Kazan (Russie) :
  -  Médaille d'or du 100 m brasse.
  -  Médaille de bronze du 50 m brasse.

- Championnats du monde 2017 à Budapest (Hongrie) :
  -  Médaille d'or du 200 m brasse.
  -  Médaille d'argent du 50 m brasse.
  -  Médaille d'argent en relais 4 × 100 m quatre nages.
  -  Médaille de bronze du 100 m brasse.

- Championnats du monde 2019 à Gwangju (Corée du Sud) :
  -  Médaille d'or du 200 m brasse.
  -  Médaille d'argent du 100 m brasse.
  -  Médaille de bronze du 50 m brasse.

Petit bassin
- Championnats du monde 2008 petit bassin à Manchester (Royaume-Uni) :
  -  Médaille de bronze sur 200 m brasse.

### Championnats d'Europe
Grand bassin
- Championnats d'Europe 2008 à Eindhoven (Pays-Bas) :
  -  Médaille d'or sur 200 m brasse.
  -  Médaille d'argent sur 50 m brasse.
  -  Médaille d'argent en relais 4 × 100 m quatre nages.

- Championnats d'Europe 2010 à Budapest (Hongrie) :
  -  Médaille d'or sur 50 m brasse.
  -  Médaille d'or sur 100 m brasse.

- Championnats d'Europe 2018 à Glasgow (Royaume-Uni) :
  -  Médaille d'or sur 50 m brasse.
  -  Médaille d'or sur 100 m brasse.
  -  Médaille d'or sur 200 m brasse.
  -  Médaille d'or du relais 4 × 100 m quatre nages.
  -  Médaille d'argent du relais 4 × 100 m quatre nages mixte.

- Championnats d'Europe 2020 à Budapest (Hongrie) :
  -  Médaille d'argent du relais 4 × 100 m quatre nages.
  -  Médaille de bronze sur 50 m brasse.
  -  Médaille de bronze sur 200 m brasse.

Petit bassin
- Championnats d'Europe en petit bassin de 2007 à Debrecen (Hongrie) :
  -  Médaille d'or sur 50 m brasse.
  -  Médaille d'or sur 100 m brasse.
  -  Médaille d'or sur 200 m brasse.

- Championnats d'Europe en petit bassin de 2013 à Herning (Danemark) :
  -  Médaille d'or sur 50 m brasse.
  -  Médaille d'or sur 200 m brasse.
  -  Médaille d'or en relais 4 × 50 m quatre nages.
  -  Médaille d'or en relais mixte 4 × 50 m quatre nages.
  -  Médaille d'argent sur 100 m brasse.[7]